# Topomyia pilosa
Topomyia pilosa är en tvåvingeart som beskrevs av Steffen Lambert Brug 1931. Topomyia pilosa ingår i släktet Topomyia och familjen stickmyggor. Inga underarter finns listade i Catalogue of Life.